# Joohoney
Lee Joo-heon (coréen : 이주헌), mieux connu sous le nom de Joohoney (coréen : 주헌 ou Jooheon), est un rappeur et chanteur sud-coréen né le 6 octobre 1994 à Daegu en Corée du Sud. Il commence sa carrière en 2015 au sein du boys-band sud-coréen Monsta X, formé par le label Starship Entertainment, où il occupe la position de rappeur principal.

## Biographie

### Jeunesse
Joo-heon naît le 6 octobre 1994 dans la ville de Seoul en Corée du Sud. Lorsqu'il était enfant, Joo-heon vivait dans un milieu très modeste. Il aurait confié s'être déjà énervé contre sa mère lorsqu'elle lui donnait un peu d'argent de poche puisqu'il savait qu'elle avait à peine de quoi subvenir aux besoins de la famille.
Son nom de naissance était Lee Jihwan, qu'il aurait modifié par la suite en Lee Hojoon avant de définitivement choisir Lee Jooheon.
Lors de sa période en tant que stagiaire à la Starship Entertainment, il aurait expliqué s'être déjà énervé contre certains stagiaires pendant ses entraînements de danse lorsque ces derniers laissaient des restes de nourriture après les repas, lui rappelant certainement les difficultés qu'il avait rencontré lorsqu'il était enfant.

### Carrière
Dès décembre 2014, Joo-heon participe au programme musical télévisé NO.MERCY organisé par l'agence sud-coréenne Starship Entertainment, une compétition ayant pour but de sélectionner parmi ses stagiaires les futurs membres de son nouveau boys band. Avant l'émission, Joo-heon était alors stagiaire à la Starship pendant 7 ans. NO.MERCY débute le 10 décembre 2014. Au cours de l'émission, Joo-heon se fait très vite remarquer pour ses qualités de rappeur et son style Hip-Hop marqué par sa forte voix. Il est d'ailleurs classé en première position du classement des stagiaires par le jury au bout du deuxième épisode et ne quittera plus cette position jusqu'à la fin du programme. La diffusion de NO.MERCY se termine le 11 février 2015 par l'annonce des vainqueurs de la compétition et donc des stagiaires choisis pour former le nouveau boys band. Joo-heon sera finalement le premier stagiaire sélectionné pour rejoindre le groupe. Depuis, il occupe la position de rappeur principal au sein du groupe Monsta X.
Au cours de l'été 2015, Joo-heon participe à la compétition de rap sud-coréenne Show Me the Money diffusée par Mnet. Malheureusement, il est éliminé lors des battles. Il tentera à nouveau sa chance et sera de retour dans l'émission un peu plus tard avant d'être éliminé à nouveau face à One du groupe 1PUNCH.
Il sort son premier mini-album solo intitulé Lights le 22 mai 2023.

## Discographie

### Mini-album (EP)
| Titre  | Détails | Classement | Ventes               |
| Titre  | Détails | COR        | Ventes               |
| ------ | --- | ---------- | -------------------- |
| Lights | - Date de sortie : 22 mai 2023 - Label : Starship Entertainment - Formats : CD, téléchargement numérique, streaming | 6          | COR : plus de 74 000 |

### Mixtapes
| Titre  | Détails |
| ------ | --- |
| DWTD   | - Date de sortie : 31 août 2018 - Label : Starship Entertainment - Formats : Téléchargement numérique, streaming   |
| Psyche | - Date de sortie : 9 octobre 2020 - Label : Starship Entertainment - Formats : Téléchargement numérique, streaming |

## Émissions de télévision
- 2015 : Show Me the Money 4 (Mnet)[10] — concurrent
- 2016 : Tribe of Hip Hop (JTBC)[11] — membre du casting
- 2023 : Koreans' Meal Tray (JTBC)[12] — membre du casting
- Depuis février 2023 : M Countdown (Mnet)[13] — présentateur